# 수복씨
수복씨(중국어 정체자: 須卜氏, 병음: Xūbǔ)는 기원전 4세기부터 기원후 2세기까지 북아시아에 존재했던 유목제국 흉노의 성씨 가운데 하나이며, 연제씨(攣鞮氏), 호연씨(呼衍氏), 구림씨(丘林氏), 난씨(蘭氏)와 함께 흉노의 5개 부족을 형성하였다. 흉노의 군주인 선우를 배출하는 연제씨와 혼인 관계에 있었으며, 5세기 무렵 선비족 국가 북위의 한화 정책에 따라 수복씨를 복씨(卜氏)로 바꾸었다.

## 같이 보기
- 조복 (민족)